# St. Korona (Passau)

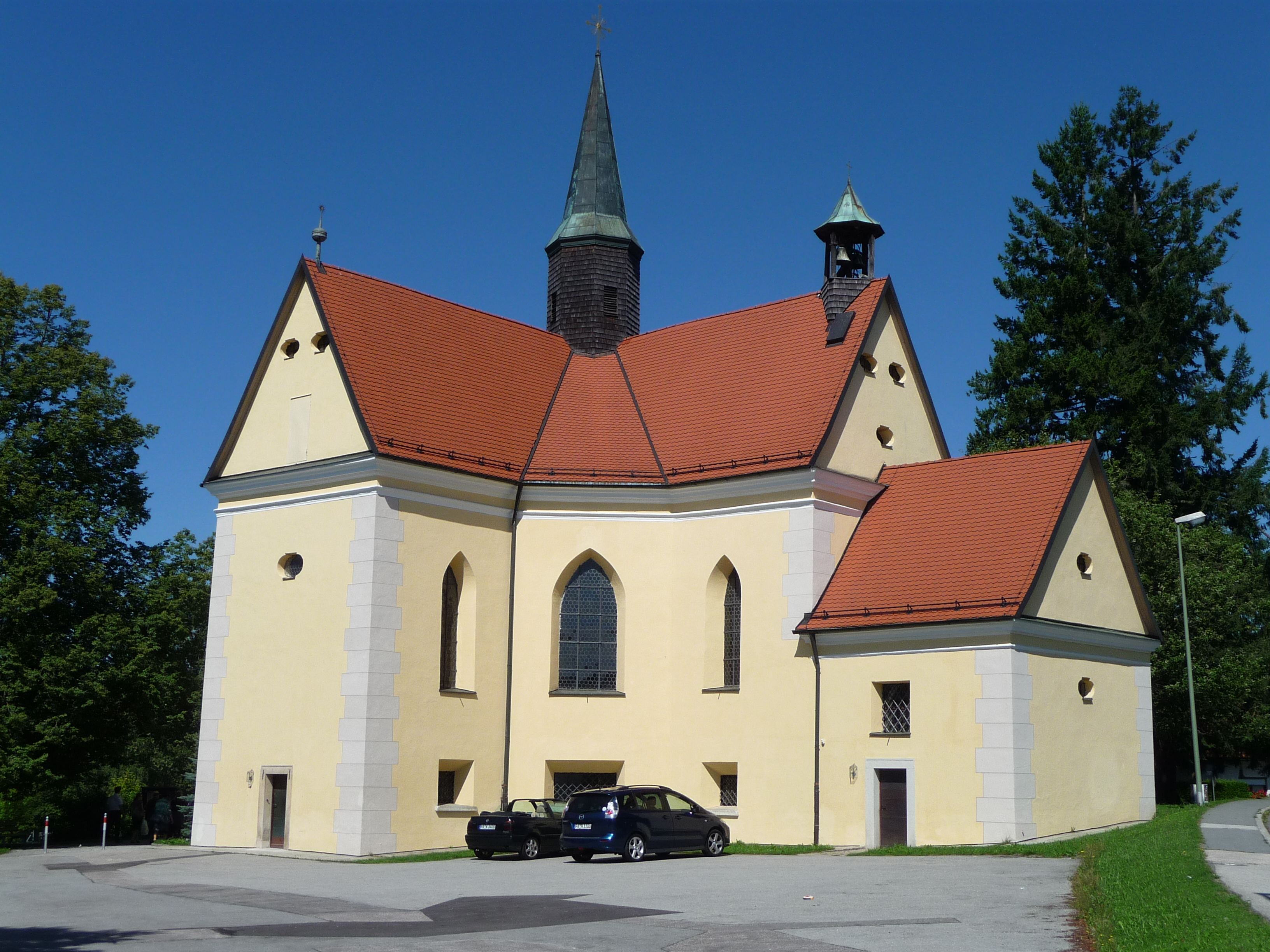
Kirche St. Korona Passau

Die römisch-katholische Expositurkirche St. Korona ist ein Zentralbau des Manierismus im Ortsteil Korona im niederbayerischen Passau. Sie gehört zur Expositur Hacklberg-Korona im Pfarrverband Hacklberg des Bistums Passau.

## Geschichte
Die ehemalige Wallfahrtskirche liegt nordwestlich der Altstadt im Ortsteil Patriching und wurde zwischen 1635 und 1641 als Zentralbau in der Form eines Oktogons mit vier Anbauten in der Form eines griechischen Kreuzes erbaut. Der genaue Anlass der Wallfahrt ist nicht überliefert. Die hl. Corona ist eine Märtyrerin, die vor ihrem Tode an die Wipfel zweier zusammengebogener Palmbäume gebunden wurde, die sie beim Auseinanderschnellen zerrissen. Die Heilige galt als Hüterin versteckter Schätze und als Gebieterin böser Geister und wurde besonders in der Zeit vor dem Ende des Dreißigjährigen Krieges verehrt, zu welcher der Kirchenbau erfolgte. Die Kirche wurde in den Jahren 1963 und 2001 restauriert, wobei 2001 der schwer geschädigte Dachstuhl stabilisiert, das Dach neu gedeckt und der Dachreiter neu verkleidet wurden. Im Inneren wurden Restaurierungen an den Deckengemälden durchgeführt und gemalte Apostelkreuze rekonstruiert.

## Architektur
Das einfach gehaltene Äußere der Kirche wird durch einen Dachreiter auf dem Oktogon bekrönt. Die Kreuzarme sind mit Dreiecksgiebeln versehen, an den östlichen Arm schließt sich die Sakristei an. 
Das Innere ist in einem Mischstil aus Nachgotik und Renaissance gestaltet, Das weite Oktogon ist um vier kurze, flach geschlossene Kreuzarme erweitert. Große Spitzbogenfenster sind mit darunter befindlichen querliegenden Rechteckfenstern kombiniert. Die Gliederung erfolgt aus einfachen Gebälkstücken, die an den Ecken des Übergangs zu den Querarmen geknickt sind. Das Oktogon ist mit einer Stichkappenkuppel gewölbt. Anstelle von Rippen sind glatte Stuckbänder verwendet, die als großer Stern mit einem oktogonalen Mittelfeld figuriert sind. In den Armen sind Kreuzgewölbe ebenfalls mit Stuckbändern kombiniert. Über dem Eingang im Westen ist eine kleine unterwölbte Empore angeordnet, die sich balkonartig vor den anschließenden Schrägwänden fortsetzt. An den Brüstungen sind Blendfelder zwischen toskanischen Pilastern angeordnet; die gekehlten Unterzüge sind mit Stuckbändern kassettenartig belegt.

## Ausstattung
Der Hochaltar und die beiden Seitenaltäre sind um das Jahr 1641 entstanden und als flach gehaltene, zweisäulige Retabel mit Knorpelornament gestaltet. Am Hochaltar sind gewundene Säulen mit Reben berankt. Über den seitlichen Türen sind lebensgroße Schnitzfiguren der Heiligen Elisabeth und Margareta angebracht. Die Säulen des Altaraufbaus sind eine sehr genaue Nachbildung der Säulen des 1633 geweihten Papstaltars im Petersdom von Rom. Das Altargemälde zeigt das Martyrium der heiligen Corona; es wird Matthias Lettenpichler zugeschrieben. Auf dem rechten Seitenaltarblatt ist das Martyrium des heiligen Sebastian dargestellt, das linke Seitenaltarblatt zeigt die Vierzehn Nothelfer auf Wolken mit dem Gnadenbild der Passauer Muttergottes darüber; mit diesen Darstellungen wird auf die Nöte des Dreißigjährigen Krieges Bezug genommen. Im Südquerarm wird eine kleine hölzerne Figur aus der Zeit um 1425 ohne Attribute aufbewahrt, die ehemals vermutlich die Madonna darstellte und später als die heilige Corona verehrt wurde. Ein ebenfalls dort befindliches Schnitzrelief aus der Zeit um 1600 zeigt die Darstellung Christi im Tempel.
Für die Kirchenmusik steht eine elektronische Orgel zur Verfügung.